# علاج هرمون النمو
يُعالج نقص هرمون النمو عن طريق استعادة هرمون النمو المصنع بواسطة تقنية نقص هرمون النمو عن طريق حقن الحمض النووي المهجن تحت الجلد أو في العضلات، ثم ينتقل إلى مجرى الدم بما أن تركيبه الكيميائي هو بيبتيدات جزيئية كبيرة.
وتستخدم حقنة الإنسولين لتجعل الألم المتوقع أن يحدث أقل فتصبح العملية أكثر سهولة، ولكن قلة الراحة الملاحظة تعتمد على الشخص، ولا تزال تكلفة العلاج المالية ومن جانب الحالة المعيشية أمر ضروري، ويشتمل علاج الأطفال غالبًا على حُقن يومية لهرمون النمو الذي يستمر مع الطفل على مدى فترة نموه، وقد يستمر معه جميع مراحل حياته في حالة النقص الهرموني الحاد الملازم معه في مرحلة المراهقة.
أطباء الغدد الصماء للأطفال مسؤولون عن مراقبة النمو وضبط الجرعة كل ثلاثة إلى أربعة أشهر، في الواقع تقييم الحالة النفسية يكون أكثر صعوبة ولكن معظم الأطفال والعائلات، سرعان ما يتغير شعورهم عن استشعارهم للتغيرات الإيجابية بعد الحقن بهرمون النمو التي تظهر على مستوى نمو الطفل.
تختلف التكلفة المادية من دولة لأخرى وباختلاف عدد الأطفال، ولكن متوسط التكلفة بشكل عام يبلغ عشرة إلى ثلاثين ألف دولار سنويا، باستثناء الأطفال الذين يعانون من نقص حاد فهو مختلف خاصةً في معظم الدول المتطورة  التي يكون لديهم العلاج مقدم.

## التأثيرات المعاكسة
أبدت مجلة نيو إنجلاند الطبية في عام 2003 مخاوفها بشأن استخدام هرمون النمو البشري على فئة من أفراد المجتمع والعمر غير المناسب وسبب استخدام من دون تصريح وازدياد نشر إعلانات عن الهرمون كمكملات غذائية، وركزت على أنه لا يوجد أي استخدام آمن وفعال على البالغين الأصحاء أو كبار السن، وذكرت أن استخدامه على مدى طويل مجهول العواقب. وأُجريت دراسة ذات شواهد لبالغين يعانون من نقص حاد في هرمون النمو (وأعطوا هذا الهرمون) الذين أعطوا فيها هذا الهرمون في وحدة العناية المركزة لغرض زيادة قوة العضلات وتقليل ضمورها فأظهرت ارتفاع في نسبة الوفيات للمرضى الذين عولجوا باستخدام هرمون النمو لسبب مجهول ولكن كانت الدراسة متواضعة، قليلة في وقتنا الحالي هرمون النمو نادرًا ما يستخدم في وحده العناية المركزة مالم يكن المريض يعاني من نقص حاد في هذا الهرمون. يؤدي علاج هرمون النمو مقاومة الإنسولين ولكن بعض الدراسات أشارت أنه لا يوجد أي إثبات على حدوث مرض السكر في البالغين المصابون بقصور الغدة النخامية الذي يسبب نقص في هرمون النمو. في السابق كانوا يعتقدون أن العلاج بهرمون النمو يمكن أن يزيد احتمالية الإصابة بالسرطان بينما هنالك دراسة ضخمة عملت مؤخراً وانتهت بأن الخطر الرئيسي للإصابة بالسرطان في 6840 مريض في الإجمال لم يزداد ولكن المعدل العمري المعياري للإصابة بالسرطان وجد فئة من الأفراد في الولايات المتحدة الأمريكية التي كانت أعمارهم أقل من 35 سنة أو وجد عندهم النقص في سن الطفولة.
منظمة الصحة والدواء أيضًا بدورها أصدرت بيان أمن اعتمدت فيه الدراسة الفرنسية التي أجريت على أشخاص قصيرين القامة بسبب نقص هرمون النمو المجهول العلة أو الناتج عن الحمل الذين أعطوا هرمون النمو البشري المهجن خلال مرحلة الطفولة وتمت متابعتهم لفترة طويلة من الزمن وجد أن احتمالية وفاتهم طفيفة بالمقارنة مع الأشخاص الآخرين في فرنسا.

## تاريخ
كان تشارلس شيروود ستراتون (Charles Sherwood Straton) من أشهر الشخصيات التي مثلت الظهور (الإكلينيكي) لنقص هرمون النمو الخلقي غير المعالج عندما قام رجل الأعمال الأمريكي فاينيس تايلور بارمن (''P.T'' Barnum) الذي اشتهر بتنظيم العروض بفتح المجال لستراتون لتأدية دور في السرك. اشتهر ستراتون بقصر القامة وقد تزوج بزوجةٍ قصيرة كانت تدعى لافينيا وارين (Lavinia Warren) وأصبحوا يتصدرون عناوين الصحف الرئيسية تلك الأيام وتم استقبالهم في البيت الأبيض عن طريق الرئيس الأمريكي أبراهام لينكون آن ذاك. مصطلح القزم الذي يطلق على الشخص ذو الأطراف القصيرة مثل العديد من المصطلحات الطبية في القرن التاسع عشر التي فقدت معناها الدقيق بسبب استخدامها الواسع واكتسابها معنى سلبيًا في احتقار الناس فلم يستخدم بعد الآن. بحلول منتصف القرن العشرين قام أطباء الغدد الصماء باكتشاف الخصائص الإكلينيكية لنقص هرمون النمو فوجد أنه هرمون بروتيني مثل الأنسولين فكان يستخلص من البنكرياس الموجودة في البقر والخنزير منذ سنة 1920 لعلاج مرض السكري النوع الأول، المعتمد على الأنسولين ولكن هذا الهرمون لم يعطي أي نتيجة إيجابيه في جميع المرضى بسبب الاختلاف الكبير في التركيب الجزيئي من نوع إلى نوع آخر.

## هرمون النمو البشري المهجن
ظهر هرمون النمو البشري المهجن في عام 1981 م عندما اتحدت Kabi (كابي) مع المؤسسة الأمريكية جديده لدراسة علم الجينات وبدأت أول تجاربها عندما حاولوا صناعته باستخدام تقنية جديده تعرف بتقنية (الحمض النووي المهجن) والتي يتم إدخال هرمونات بشرية في بكتيريا لتنتج عدد غير محدود من البروتينات.
أخذت عينة من هرمون النمو التابع في عام 1985 م من أربعة شبان في الولايات المتحدة الأمريكية
والذين قد أصيبوا بـمرض كروتزفيلد جاكوب منذ عام 1961 وقد اثبت ذلك في غضون بضعة شهور ثم منع استخدام (هرمون النمو البشري المأخوذ من الغده النخامية)
وتم تسجيل 26 من 7700 حاله مصابة بـ (داء كروتزفيلد جاكوب) في الفترة ما بين 1985 و2003 لشبان حول العالم قد عولجوا بهرمون النمو المصنع بواسطة الجمعية الوطنية للدواء قبل سنة 1977 ولكن بحلول عام 2003 لم تسجل حاله أصيبت بأي مرض كانت قد عولجت بهرمون النمو المنقى بواسطة طرق متطورة مكتشفه في عام 1977. أدى انقطاع هرمون النمو المأخوذ من الجثمان البشرية إلى مسارعة منظمة الصحة والدواء إلى الموافقة على هرمون النمو البشري المهجن بواسطة شركة التقنية الحيوية جينينتيك (Genentech) الذي كان قد صنع على شكل (بروتروبين) protropin في الولايات المتحدة الأمريكية وعلى الرغم من أنه كان سلعه نادره في ذلك الوقت ثم أصبح من أكثر الأدوية تصنيعا في فتره وجيزة إلا أن تكلفته العلاجية التي ما بين 10,000 إلى 30,000 آلف دولار كانت الأعلى في ذلك الوقت. أصبح علاج هرمون النمو في غضون بضع سنين أكثر شهره ودخل المنافسين السوق الصيدلانية وكان من ضمنها Eli Lilly(إيلاي ليلي) وهو اسم لشركة دواء أمريكية عالميه قامت بإطلاق هيوماتروب (humatrope) وشركة فارماسيا (Pharmacia) والآن تسمى بفيزار (Pfizar) أنتجت دواء جينوتروبين (Genotropi) وشركة نوفو نورديسك (Novo Nordisk) قدمت دواء نوردي تروبين (Norditropin) وآخيرا شركة جينينتيك (Genentech) أطلقت منتج آخر لهرمون النمو يعرف بـ نيتروبين (Nutropin) وقطعت إنتاج بروتروبين في عام 2004. كان أطباء غدد الصماء للأطفال فقط الوحيدين المهتمين في عمليات الأيض لهرمون النمو والتطور في نمو الطفل ولكن جدالهم النظري السابق اعترف بالأهمية التطبيقية الجديدة مع التأثير المالي الرئيسي.